# Aliasker Başirow
Aliasker Başirow (ur. 27 czerwca 1979 w Aszchabadzie) – turkmeński bokser.
Dwukrotnie uczestniczył w igrzyskach olimpijskich – w 2004 odpadł w drugiej rundzie zmagań po przegranej z Baktijarem Artajewem, natomiast w 2008 przegrał w pierwszej rundzie z Jaoidem Chiguerem.